# Rie Tanaka
Rie Tanaka (田中 理恵, Tanaka Rie, née le 3 janvier 1979 à Sapporo) est une chanteuse et doubleuse japonaise (seiyū).

## Biographie
Depuis qu'elle est petite, Rie prend des cours de chant et participe à de nombreux concerts. Après le lycée, elle rejoint une compagnie d'animation à Tōkyō. Tanaka Rie est plus connue comme doubleuse que comme chanteuse. Elle a doublé plusieurs personnages comme Chii dans Chobits ou Lacus Clyne dans Gundam Seed. Elle a même interprété des génériques, notamment pour des séries dans lesquelles elle double (ex: Chobits), et fait même chanter ses personnages d'anime (ex: Gundam SEED). Mais depuis quelque temps, Tanaka se fait une place pour une carrière. Elle a déjà sorti 2 CD de J-Pop ainsi que 3 albums.

## Discographie

### Albums
- 2001 : garnet
- 2003 : Chara De Rie (mini-album)
- 2003 : 24 Wishes
- 2010 : Kokoro

### Singles
- 2002 : Raison d'Être
- 2002 : Ningyo Hime

## Doublage
- Adventure Time (version japonaise) : Princess Bubblegum
- Air Gear : Simca
- Akane-Iro ni Somaru Saka : Shiina Mitsuki
- Aquaman (doublage japonaise) : Mera
- Azumanga Daioh : Koyomi Mizuhara
- Azur Lane : HMS Duke of York et Neptune / Purple Heart
- BlazBlue: Cross Tag Battle : Mitsuru Kirijo et Nine the Phantom
- Burst Angel : Sei
- Canaan : Liang Qi
- Call of Duty: Modern Warfare 3 (version japonaise) : AC-130 FCO
- CV: Casting Voice : Mirei Saiguji
- Chobits : Chii et Freya
- Honkai Impact 3rd (en) : Murata Himeko
- Chōsoku Henkei Gyrozetter (en) : Rui Akana et Kaede Suzukawa
- Date A Live: Spirit Pledge : Neptune / Purple Heart
- Dragon Nest (version japonaise) : Elena
- Drakengard 3 : One
- Dr.Stone : Darya Nykitin
- Everybody's Golf 5 : Yumin (ou Sasha)
- Fate/Grand Order : Kiara Sesshouin
- Final Fantasy Type-0 : Emina Hanaharu
- Final Fantasy XIV (PS3 / PS4 / PC) : Kan-E-Senna, Garuda, Sophia, Sadu
- Fire Emblem Heroes : Elimine, Lucia
- Flyff (version japonaise) : Cinq sœurs
- Fullmetal panic? fumoffu : Ren Mikihara
- Fushigi no Gensōkyō : Joon Yorigami
- Futari wa Pretty Cure et HUGtto! PreCure : Hikari Kujou / Shiny Luminous
- Genshin Impact : Lisa
- Granado Espada (en) (version japonaise) : Female Warlock
- Gravitation : Ayaka Usami
- Granblue Fantasy : Rosetta
- GTO : Akane Fujita
- Girls und Panzer : Maho Nishizumi
- Gothic wa Mahou Otome : Suigintou
- Gundam SEED : Lacus Clyne
- Gundam SEED Character Theater : Lacus Clyne
- Gundam SEED Destiny : Lacus Clyne, Meer Campbell
- Hayate no Gotoku! : Maria
- High School DxD Hero : Elsha
- Higurashi no naku koro ni : Nomura
- Hyperdimension Neptunia (PS3 / PS4 / PS Vita / Nintendo Switch) : Neptune / Purple Heart
- Megadimension Neptunia VII : Adult Neptune
- Justice League (doublage japonaise) : Mera
- Kurokishi to shiro no maou : Rusari et Suigintou
- Kamen Rider Fourze : Virgo Zodiarts
- Kimi ga Aruji de Shitsuji ga Ore de (en) : Ageha Kuki
- Kimikiss Pure Rouge (en) : Eriko Futami
- Reborn! : Bianchi, Hibird, Uri
- Mabinogi (en) : Morian
- Macross Frontier : Monica Lang
- Marvel vs. Capcom 3: Fate of Two Worlds et Ultimate Marvel vs. Capcom 3 : Morrigan Aensland
- Mega Miracle Force : Neptune / Purple Heart
- Mai-Otome : Tomoe Marguerite et Fiar Grosse
- Mai Otome Zwei : Tomoe Marguerite
- MM! (en) : Michiru Onigawara
- Mnemosyne : Sayara Yamanobe
- Muv-Luv (en) : Sharon Heim
- Namco x Capcom : Ki et Sylphie
- On-chan (ja) : On-chan
- Persona 3, Persona 4: Arena et Persona 4 Arena Ultimax : Mitsuru Kirijo
- Phantasy Star Portable : Helga Neumann
- Pokémon : Mars et Saori
- Power Rangers : S.P.D. (doublage japonaise) : Kat Manx
- Project X Zone : Morrigan Aensland
- Psychic Academy : Sarah [Orina]
- Queen's Blade : Nyx
- Rebirth Moon : Raika Yuzurugi
- Resident Evil Village : Bela Dimitrescu
- Ring ni kakero : Kiku Takane, Nichibei Kessen Hen
- Rizelmine : Kyoko Yachigusa
- Rozen Maiden : Suigintou
- Rozen Maiden: Träumend : Suigintou
- Rozen Maiden: Ouvertüre : Suigintou
- Rozen Maiden: Zurückspulen : Suigintou
- Rozen Maiden: duellwalzer (PS2) : Suigintou
- Rozen Maiden: gebetgarten (PS2) : Suigintou
- Rozen Maiden: Wechseln Sie Welt ab (PS3 / PS Vita) : Suigintou
- Senran Kagura : Jasmine et Neptune
- SINoALICE : One et Suigintou
- Skullgirls (version japonaise) : Parasoul
- Sōkō no Strain (en) : Isabella
- Kara no kyoukai: Kirie Fujo
- Stellvia : Akira Kayama
- Strike Witches : Minna-Dietlinde Wilcke
- Super Robot Taisen : Lacus Clyne, Meer Campbell et Monica Lang
- Tales of Phantasia: Full Voice Edition : Martel
- Tales of Xillia 2 : Vel (ou Vera)
- Tears to Tiara (en) et Aquapazza: Aquaplus Dream Match (en) (PS3) : Octavia
- Tensei shitara slime datta ken : Treyni
- Toradora! : Yuri Koigakubo
- Touhou Musou Kakyou : Sakuya Izayoi
- UFO Princess Valkyrie (en) : Sanada
- World of Final Fantasy : Faris Scherwiz
- Yu-Gi-Oh! : Vivian Wong
- Zettai Junpaku: Mahou Shoujo : Suzuhara Misa